# Kurt Magnus (Ingenieur)
Kurt Magnus (* 8. September 1912 in Magdeburg; † 12. Dezember 2003 in München) war ein deutscher Wissenschaftler auf dem Gebiet der Technischen Mechanik, Pionier der Mechatronik und Wegbereiter der modernen Navigationstechnik und Inertialsensorik.

## Leben
Kurt Magnus begann 1932 ein Studium der Mathematik und Physik an der Georg-August-Universität Göttingen. Im November 1933 wurde er Mitglied der SA. In der Hitlerjugend war sein letzter Dienstgrad Hauptgefolgschaftsführer, vergleichbar dem Offiziersdienstgrad Hauptmann. Magnus promovierte im Jahre 1937 bei Max Schuler in Göttingen unter Beteiligung von Ludwig Prandtl auf dem Gebiet „Kraftgekoppelte Kreisel“, 1942 folgte die Habilitation für das Fach Mechanik zum Thema „Allgemeine Bewegungen starrer Körper in bewegten Bezugssystemen“. Im darauf folgenden Jahr wurde Magnus Dozent in Göttingen und Danzig. Vor Kriegsende wurde er von seiner wissenschaftlichen Arbeit beurlaubt und für ingenieurwissenschaftliche Arbeiten in Industrie und Erprobungsstellen der Luftwaffe eingesetzt.
Nach der deutschen Kapitulation folgte ab dem 22. Oktober 1946 im Rahmen der Aktion Ossawakim ein siebenjähriger Zwangsaufenthalt in der damaligen UdSSR auf der Insel Gorodomlja (heute Siedlung Solnetschny) im Seligersee, ca. 380 km nordwestlich von Moskau. Er arbeitete dabei als Spezialist für Kreiselsysteme in einem deutschen Team von 160 Mitarbeitern unter Leitung von Helmut Gröttrup. Ab 1950 beschäftigte er sich mit Kreiselsystemen, um mit Hilfe der Schuler-Prinzips höhere Genauigkeiten zu erzielen. Ohne Wissen der sowjetischen Werksleitung, veröffentlichte er im Oktober 1951 in einer deutschen Fachzeitschrift den Artikel Erzwungene Schwingungen des linearen Schwingers bei nichtharmonischer Erregung mit einem Absender aus dem bei Gorodomlja gelegenen Ostaschkow.
Nach seiner Rückkehr im Jahr 1953 setzte er seine wissenschaftliche Karriere zuerst in Freiburg im Breisgau fort, um 1958 einen Lehrstuhl an der heutigen Universität Stuttgart zu übernehmen, wo  er eine Sammlung von Kreiselgeräten aufbaute. Im Jahr 1966 berief ihn die Technische Universität München auf einen neugegründeten Lehrstuhl.
1999 berichtete er seine Erinnerungen an die Verschleppung in die Sowjetunion (1946–1953) in Raketensklaven – Deutsche Forscher hinter rotem Stacheldraht. Darin verwendete er nur für Helmut Gröttrup sowie die sowjetischen Experten Klarnamen, während er seine deutschen Kollegen mit Pseudonymen bezeichnete, u. a.: „Baldung“ für Werner Albring, „Balke“ für Erich Apel, „Zopf“ für Waldemar Wolff, „John“ für Hans Hoch, „Rauhe“ für Walther Pauer.

## Leistungen
Kurt Magnus’ wissenschaftliches Thema war die technische, analytische und höhere Mechanik. Während seiner wissenschaftlichen Laufbahn arbeitete er immer wieder auf dem Gebiet der Kreiseltheorie und über Kreiselgeräte sowie über die Schwingungslehre und Regelungstheorie. Die Fachwelt verdankt ihm nahezu 80 Veröffentlichungen, davon sechs Fachbücher, die sich allesamt dadurch auszeichnen, eine Verbindung zwischen Theorie und Praxis, zwischen Grundlagen und Anwendung aufzuzeigen. Mit einem Lehrfilm veranschaulichte er 1973 die Stabilität der Prandtl-Drehungen.
Im Juli 2018 ehrte ihn die Technische Universität München mit einer Gedenktafel als Pionier der Mechatronik für sein Lebenswerk:

„Kurt Magnus war nicht nur ein hervorragender Wissenschaftler, sondern auch ein brillanter Lehrer mit einem bemerkenswert pädagogischem Geschick. Seine visionären wissenschaftlichen Erkenntnisse wirken bis in die heutige Zeit und darüber hinaus. Als Wegbereiter der Mechatronik hat Kurt Magnus wichtige Erkenntnisse für die Entwicklung von mikroelektromechanischen Systemen beigetragen, die heute in Herzschrittmachern, Autos, Produktionsmaschinen und Satelliten zu finden sind.“

## Ehrungen und Auszeichnungen
- Dr.-Ing. E. h. in Stuttgart
- Ludwig-Prandtl-Ring der Deutschen Gesellschaft für Luft- und Raumfahrt (DGLR)
- Wilhelm-Exner-Medaille
- Bayerischer Maximiliansorden für Wissenschaft und Kunst (1986)
- Grashof-Denkmünze des Vereins Deutscher Ingenieure (1989)
- Gedenktafel als Pionier der Mechatronik an der TU München (2018)

## Werke
- Erzwungene Schwingungen des linearen Schwingers bei nichtharmonischer Erregung. Zeitschrift für Angewandte Mathematik und Mechanik, Dresden 1951[5]
- Beiträge zur Dynamik des kräftefreien, kardanisch gelagerten Kreisels. Zeitschrift für Angewandte Mathematik und Mechanik, Weinheim 1955.
- Kreiseleigenschaften des umlaufenden Kettenrings. Zeitschrift für Angewandte Mathematik und Mechanik, Weinheim 1956.
- Schwingungen. Eine Einführung in die theoretische Behandlung von Schwingungsproblemen. 1. Aufl. Teubner, Stuttgart 1961.
- Der Kreisel. Eine Einführung in die Lehre vom Kreisel, mit Anleitung zur Durchführung von Versuchen. 3. neubearb. Aufl. Industrie-Druck Verlag, Göttingen 1965.
- Kreisel. Theorie und Anwendungen. 1. Aufl. Springer, Berlin 1971, ISBN 3-540-05198-8.
- Gyrodynamics. Course held at the department of general mechanics Oct. 1970. Springer, Wien 1974, ISBN 3-211-81229-6.
- Grundlagen der technischen Mechanik. Teubner, Stuttgart 1974, ISBN 3-519-02324-5.
- Raketensklaven. Deutsche Forscher hinter rotem Stacheldraht. Elbe-Dnjepr-Verlag, Klitzschen 1999, ISBN 3-933395-67-4.
  - ロケット開発収容所 Japanische Version mit Shigeru Tsumori, Verlag Saimaru Shuppankai, Tokio 1996, ISBN 4-377-31074-7.